# Galina Voronina
Galina Georgievna Voronina (in russo Галина Георгиевна Воронина?; Voronež, 20 gennaio 1945) è un'ex cestista e allenatrice di pallacanestro sovietica, dal 1992 russa.

## Carriera
Con l'Unione Sovietica ha disputato tre edizioni dei Campionati europei (1966, 1968, 1970).